# Biological Conservation
Biological Conservation (abrégé en Biol. Conserv.) est une revue scientifique à comité de lecture de portée internationale publiée par Elsevier Science qui traite de tous les aspects de la biologie de la conservation.  L’éventail des sujets traités est large, mais ceux-ci doivent contribuer à la conservation et à la gestion des ressources naturelles dans les domaines biologique, sociologique ou économique.  
D'après le Journal Citation Reports, le facteur d'impact de ce journal était de 3,167 en 2009. Le directeur de publication est R. B. Primack (Université de Boston, États-Unis).